# Menispermaceae
Menispermáceas (Menispermaceae) são uma família de plantas angiospérmicas (plantas com flor - divisão Magnoliophyta), pertencente à ordem Ranunculales.
A ordem à qual pertence esta família está por sua vez incluida na classe Magnoliopsida (Dicotiledóneas): desenvolvem portanto embriões com dois ou mais cotilédones.
É uma família relativamente grande, com cerca de 78 géneros e 520 espécies. A maioria são plantas trepadeiras. A maior parte dos géneros são tropicais, sendo que alguns ( Menispermum e Cocculus) ocorrem em climas temperados da América do Norte e da Ásia oriental.

## Gêneros
| - Abuta - Albertisia - Anamirta - Anisocycla - Anomospermum - Antizoma - Arcangelisia - Aspidocarya - Beirnaertia - Borismene - Burasaia - Calycocarpum - Carronia - Caryomene - Chasmanthera - Chlaenandra - Chondrodendron - Cionomene - Cissampelos - Cocculus - Coscinium - Curarea - Cyclea - Dialytheca | - Dioscoreophyllum - Diploclisia - Disciphania - Elephantomene - Eleutharrhena - Fibraurea - Haematocarpus - Hyperbaena - Hypserpa - Jateorhiza - Kolobopetalum - Legnephora - Leptoterantha - Limacia - Limaciopsis - Macrococculus - Menispermum - Odontocarya - Orthogynium - Orthomene - Pachygone - Parabaena - Penianthus - Pericampylus | - Platytinospora - Pleogyne - Pycnarrhena - Rhaptonema - Rhigiocarya - Sarcolophium - Sarcopetalum - Sciadotenia - Sinomenium - Sphenocentrum - Spirospermum - Stephania - Strychnopsis - Synandropus - Synclisia - Syntriandrum - Syrrheonema - Telitoxicum - Tiliacora - Tinomiscium - Tinospora - Triclisia - Ungulipetalum |